# Ага-Хангил
Ага-Ханги́л (бур. Ага Хангил) — село в муниципальном районе «Могойтуйский район» Агинского Бурятского округа в Забайкальском крае, Россия. Административный центр сельского поселения «Ага-Хангил». Общая численность постоянного населения на 2021 год составляет 997 чел.

## География
Ага-Хангил находится на реках Хулинда и Ага, на расстоянии около 19 км к юго-западу от административного центра района — посёлка городского типа Могойтуй и в 16 км к северо-востоку от окружного центра — пгт. Агинское.

## История
Село образовано в 1930 году.
В 1950 году Ага-Хангил стал центральной усадьбой колхоза «Победа», образованного путём слияния коммун им. В. М. Молотова, им. В. П. Чкалова, «8 Марта», «1 Августа».
В 2010 году на территории села потерпел крушение самолёт Су 25 УБ.

## Население
| 2002  | 2010  | 2012  | 2013  | 2014  | 2015  | 2016  |
| ----- | ----- | ----- | ----- | ----- | ----- | ----- |
| 1347  | ↘1330 | ↘1269 | ↘1242 | ↘1208 | ↘1142 | ↘1118 |
| 2017  | 2021  |       |       |       |       |       |
| ↘1087 | ↘997  |       |       |       |       |       |

### Известные жители
- Аюржанаева, Хажидма Бальжинимаевна ― российская бурятская артистка, певица, Народная артистка Республики Бурятия, Заслуженный работник культуры Агинского Бурятского автономного округа, Заслуженная артистка Российской Федерации (2002), Лауреат Государственной премии Республики Бурятия (1996)[11].
- Линховоин, Лхасаран Лодонович (1924 −1980) — оперный певец, народный артист СССР
- Балдан Мижитдоржиевич Цыжипов (род. 30 мая 1990, Ага-Хангил, Читинская область) — российский борец вольного стиля, выступающий в весовой категории до 125 кг. Призёр чемпионата России, мастер спорта России международного класса
- Базар Барадиевич Барадийн( Барадин ( псевдоним- Самандабадра))- 1878г. с.Ага-Хангил,  Агинского аймака -1937г. г. Ленинград, СССР. Бурятский ученый, профессор, первый нарком просвещения Бурят-Монгольской АССР, государственный, общественный и литературный деятель
- Доржиев Даши-Нима Доржиевич ( 1928- 2013) - доктор филологических наук, профессор Бурятского государственного университета, "Почетный работник образования России", автор учебников по бурятскому языку
- Архипова Галина Очировна ( 07.01.1944- 22.07.2016гг)- мастер спорта международного класса по стрельбе из лука, тренер по стрельбе из лука, заслуженный работник физической культуры и спрота АБАО 2004
- Арсалан Жамбалон ( 28.05.1924- 17.02.2011гг)- поэт, прозаик, журналист и переводчик, общественный деятель. Заслуженный работник культуры РСФСР , народный поэт Республики Бурятия
- Жалсанова Бутит Цыдыпмункуевна ( 1962) - доктор исторических наук, директор Государственного Архива Республики Бурятия
- Самбуев Будажап ( 07.06.1988) - тренер высшей категории, мастер спорта России по вольной борьбе

## Инфраструктура
В селе находится центральная усадьба колхоза «Победа», существующего здесь с 1950 года.
Социальные объекты
Средняя школа им. Базара Барадина (образовано в 1914 году)
Детский сад «Солнышко»
Дом культуры, культурно-спортивный комплекс(КСК), фельдшерско-акушерский пункт.
Краеведческий музей села Ага-Хангил, неподалёку от села — археологический памятник Культуры плиточных могил.